# عطشانة غربية
عطشانة غربية  قرية سوريّة تتبع إداريّاً لمحافظة حلب منطقة جبل سمعان ناحية تل الضمان، بلغ تعداد سكانها 997 نسمة حسب التعداد السكاني لعام 2004.